# Toto (Nigéria)
Toto é uma cidade e área de governo local da Nigéria situada no estado de Nassaraua. Possui área de 2 903 quilômetros quadrados e segundo censo de 2006 havia 119 077 habitantes.